# Brautalarm
Brautalarm (Originaltitel: Bridesmaids) ist eine US-amerikanische Filmkomödie aus dem Jahr 2011 von Regisseur Paul Feig mit Kristen Wiig, Maya Rudolph und Rose Byrne in den Hauptrollen.

## Handlung
Annies Bäckereiladen ist vor kurzem pleitegegangen, und in ihrem jetzigen Job als Verkäuferin in einem Juweliergeschäft vergrault sie nur die Kunden. Auch in Sachen Liebe hat sie Pech: Sie hat eine Affäre mit dem oberflächlichen Macho Ted, der sie nach dem Sex frühmorgens wieder aus seiner Wohnung haben will. Ihre beste Freundin Lillian teilt ihr eines Tages mit, dass sie ihren Freund Doug heiraten wird und Annie, als ihre beste Freundin, ihre Trauzeugin sein soll. Auf Lillians Verlobungsparty lernt Annie die Brautjungfern kennen: Lillians Arbeitskollegin Becca, Dougs Schwester Megan, Lillians Cousine Rita und Helen, die Ehefrau von Dougs Chef. Annie und die schöne und wohlhabende Helen können sich auf Anhieb nicht leiden. Beide buhlen um die Gunst von Lillian und versuchen sich auf der Party mit Reden und Gesangseinlagen zu übertrumpfen.
Als Annie nach der Party nach Hause fährt, wird sie von einem Polizisten, Officer Rhodes, angehalten, weil ihre Bremslichter defekt sind. Annie flirtet mit Rhodes und als dieser erfährt, dass Annie in seiner Nähe wohnt und außerdem die Inhaberin der von ihm früher besuchten Bäckerei „Cake Baby“ war, belässt er es bei einer Verwarnung.
Um den Junggesellinnenabschied und die Brautparty zu besprechen, geht Annie mit Lillian und den Brautjungfern in ein brasilianisches Restaurant. Während des Essens schlägt Annie den Brautjungfern das Motto „Paris“ vor, weil sich Lillian schon lange eine Reise dorthin wünscht. Helen lehnt diesen Vorschlag als „ausgelutscht“ ab. Nach dem Essen gehen die sechs Frauen in ein Brautmodengeschäft, um Kleider auszusuchen. In dem hochpreisigen und exklusiven Laden werden sie nur durch Helens Verbindungen eingelassen, was Annie ärgert. Während der Kleideranprobe wird deutlich, dass das Essen aus dem Restaurant verdorben war und alle bis auf Helen eine Lebensmittelvergiftung haben. Es kommt zum Kampf um die einzige Toilette des Ladens, den Lillian verliert.
Helen organisiert ein Wochenende in Las Vegas, um dort den Junggesellinnenabschied zu feiern. Annie, die unter Flugangst leidet und chronisch pleite ist, lehnt die Einladung Helens für ein Ticket für die 1. Klasse aus Stolz ab und sitzt in der Economy Class. Um Annie zu beruhigen, gibt Helen ihr kurz nach dem Start Tabletten und bringt ihr einen Drink. Megan spricht derweil mit ihrem Sitznachbarn John, den sie für einen Air Marshal hält, und macht ihm eindeutige Angebote. Die Wechselwirkung zwischen den Tabletten und dem Alkohol lassen Annie völlig die Kontrolle verlieren. Das Flugzeug landet außerplanmäßig in Casper (Wyoming) und die Truppe um Annie muss, begleitet von John, der tatsächlich Air Marshal ist, das Flugzeug verlassen. Das Wochenende in Las Vegas fällt ins Wasser. Die Gruppe fährt im Bus nach Hause zurück. Auf der Fahrt entzieht die wütende Lillian Annie die Organisation der Hochzeit. Helen soll von nun an federführend sein.
Annie trifft sich mit Officer Rhodes und verbringt den Abend und die Nacht mit ihm. Am nächsten Morgen verlässt sie Rhodes abrupt, als der sie zum Backen motivieren will. In den folgenden Tagen verliert Annie erst ihren Job beim Juwelier, nachdem sie eine weitere Kundin vergrault und beleidigt hat, und wird von ihren WG-Genossen, den Geschwistern Gil und Brynn, aus der Wohnung geworfen. Sie zieht vorübergehend bei ihrer Mutter ein.
Die von Helen allein organisierte Brautparty endet in einem Fiasko, als Annie entdeckt, dass Helen nicht nur das von Annie vorgeschlagene und von ihr selbst verworfene „Paris“-Thema von ihr als Motto übernommen hat, sondern Helen Lillian außerdem eine Reise nach Paris schenkt. Annie flippt völlig aus, zerstört Teile der Dekoration und wird daraufhin von Lillian rausgeworfen. Die Braut erklärt, sie wolle Annie auch bei ihrer Hochzeit nicht dabei haben. Annie fährt nach Hause und baut wegen der immer noch defekten Bremslichter einen Unfall. Nathan Rhodes nimmt den Unfall auf und erklärt Annie, wie sehr sie ihn verletzt habe. Annie ruft Ted an, der für Annies Situation weder Interesse noch Gespür hat, sie vom Unfallort abholt und Annie sein rein sexuelles Interesse an ihr deutlich zeigt. Annie bittet Ted daraufhin, sie aussteigen zu lassen. Sie will mit ihm nichts mehr zu tun haben.
Die nächsten Tage verbringt Annie vor dem Fernseher. Megan kommt sie besuchen und holt sie aus ihrem Tief heraus. Annie backt einen speziellen Kuchen für Officer Rhodes, den sie ihm vor die Tür legt. Sie beobachtet, dass Rhodes, tief verletzt, den Kuchen vor seiner Tür einfach stehen lässt, bis sich Waschbären daran zu schaffen machen. Am Morgen der Hochzeit klingelt Helen bei Annie und bittet diese um Hilfe. Lillian ist verschwunden. Annie will Rhodes um Hilfe bitten, aber dieser stellt sich so lange stur, bis Annie ihm hinten aufs Auto fährt. Der Polizist lässt Lillians Handy orten und stellt fest, dass Lillian zuhause ist. Annie und Helen fahren sofort zu Lillian und Annie geht in die Wohnung, während Helen im Auto wartet. Die Frauen sprechen sich aus und Annie hilft Lillian mit dem Brautkleid aus Paris, das die Braut mittlerweile schrecklich findet.
Annie wird Lillians Trauzeugin und die Hochzeit endet mit einem Auftritt der Band Wilson Phillips, die Lillians Lieblingslied Hold on singen. Helen und Annie versöhnen sich, nachdem Doug und Lillian in die Flitterwochen abgefahren sind. Rhodes wartet, von Helen informiert, draußen auf Annie und küsst sie zur Begrüßung. Er erklärt, er habe den Kuchen vor den Waschbären gerettet und gegessen und lädt sie ein, mit ihm einen Einsatz zu fahren.

## Hintergrund
- Im Flugzeug sitzt Kristen Wiig neben der Drehbuchautorin Annie Mumolo, welche die nervöse Frau spielt, und Melissa McCarthy sitzt neben ihrem tatsächlichen Ehemann Ben Falcone, der den Air Marshal spielt. Das junge Mädchen im Juwelierladen wird von Mia Rose Frampton dargestellt, der Tochter von Rockmusiker Peter Frampton. Regisseur Paul Feig hat einen Gastauftritt als Besucher der Hochzeit.
- Eine mit Paul Rudd gedrehte Szene, in der er einen Mann spielt, der mit Annie eine Verabredung hat, wurde in der Endfassung nicht verwendet, ist aber auf der DVD zu sehen.
- Der Film verwendet den Track Natural Born Killaz (1994) von Dr. Dre und Ice Cube.
- Im Film wird eine Szene aus Cast Away – Verschollen mit Tom Hanks gezeigt.
- Die Produktionskosten wurden auf 32,5 Millionen US-Dollar geschätzt. Der Film spielte in den Kinos weltweit rund 288 Millionen US-Dollar ein, davon 169 Millionen in den USA.[3]
- Kinostart in den USA war am 28. April 2011, in Deutschland am 21. Juli 2011.

## Kritiken
„Tatsächlich ist der Film anders – und weit besser – als das, was man erwarten durfte. In den durchaus verdienstvollen Apatow-Komödien benehmen sich geschlechtsreife Männer wie pubertäre Kindsköpfe, Frauen sind hübsch anzusehendes Beiwerk. In Brautalarm hingegen wird eine erwachsene, verdammt echt wirkende Frau mit Herz und Hirn von einer kindischen Umgebung in den Wahnsinn getrieben. […] Was den vieldiskutierten weiblichen Humor angeht, ist es schlicht gut zu wissen, dass zwischen romantischer Komödie und dem Gucci-Feminismus von Sex and the City noch eine gewaltige Lücke klafft. Wer sich mit beidem nicht anfreunden kann, ist bei Brautalarm goldrichtig.“

„Lassen Sie sich von dem öden Titel nicht schrecken: Dieser Film ist wild, dreckig und gnadenlos ehrlich. So wie Frauen Hangover geliebt haben, werden Männer Brautalarm lieben.“

„Frauen dürfen Komödie, Frauen können Komödie. Eine Revolution? Ein später Sieg des Feminismus gar? […] Überforderung und Unterlegenheit, das ist der Stoff, aus dem das Drama dieses Films geformt ist, daraus hat von Anfang an, seit dem Slapstick, die amerikanische Kinokomödie ihren Drive entwickelt.“

„Der lustigste Film des Jahres? Wir setzen unser Geld auf Brautalarm. Die US-Komödie über eine Trauzeugin, deren Leben den Bach heruntergeht, ist derbe, zärtlich und saukomisch zugleich. In den USA hat das den Film zum Blockbuster gemacht – und Hauptdarstellerin Kristen Wiig zum Star.“

„Die Braut, die auf die Straße scheißt, ist zum Kennzeichen dieses Films geworden, dem der Ruf des Derben und Vulgären vorauseilt, begleitet von einem spitzen Schrei – und das in einem Frauenfilm! Denn tatsächlich: rein handlungstechnisch, um bewusst eine eher männliche Kategorie anzuführen, handelt es sich bei Brautalarm um einen ‚Chick Flick‘, einen Frauenfilm der schlimmsten Sorte. Schließlich dreht sich alles um eine Hochzeit. […] Das Erstaunliche ist nun, dass Brautalarm trotz dieser Frauenzentriertheit, die selbst im Romcom-Genre eine Seltenheit ist, mittlerweile mehr als 150 Millionen Dollar einspielte und damit den bisher von Sex And The City gehaltenen Rekord für einen Film seiner Art gebrochen hat. […] So grob die Gags auch werden, merkt man Brautalarm doch immer eines an: Es ist ein Film, der Frauen mag.“

„Zotenreiche Komödie, die vor keiner Peinlichkeit zurückschreckt und sich vor allem darin gefällt, das Ekel-Prinzip des mit dem Produzenten Judd Apatow verbundenen Comedy-Stils auf Frauen auszuweiten. Dabei werden die Protagonistinnen als unsichere, vulgäre und vom Pech verfolgte Wesen geschildert.“

## Deutsche Synchronfassung
Die deutsche Synchronbearbeitung entstand bei der RC Production in Berlin. Nana Spier schrieb das Dialogbuch und führte Dialogregie.
| Darsteller           | Deutscher Sprecher | Rolle                    |
| -------------------- | ------------------ | ------------------------ |
| Kristen Wiig         | Katrin Fröhlich    | Annie                    |
| Maya Rudolph         | Tanja Geke         | Lillian                  |
| Rose Byrne           | Ghadah Al-Akel     | Helen                    |
| Melissa McCarthy     | Anke Reitzenstein  | Megan                    |
| Wendi McLendon-Covey | Victoria Sturm     | Rita                     |
| Ellie Kemper         | Marie Bierstedt    | Becca                    |
| Chris O’Dowd         | Dennis Schmidt-Foß | Officer Nathan Rhodes    |
| Jill Clayburgh       | Liane Rudolph      | Annies Mutter            |
| Jon Hamm             | Thomas Nero Wolff  | Ted                      |
| Matt Lucas           | Tobias Nath        | Gil                      |
| Rebel Wilson         | Uschi Hugo         | Brynn                    |
| Michael Hitchcock    | Frank-Otto Schenk  | Don Cholodecki           |
| Terry Crews          | Tobias Kluckert    | Boot Camp Trainer Rodney |
| Richard Riehle       | Helmut Gauß        | Bill Cozbi               |
| Ben Falcone          | Hans Hohlbein      | Air Marshall Jon         |
| Kali Hawk            | Maria Sumner       | Kahlua                   |

## Auszeichnungen
Oscarverleihung 2012
- Nominierung als Beste Nebendarstellerin für Melissa McCarthy
- Nominierung als Bestes Originaldrehbuch für Kristen Wiig und Annie Mumolo

Golden Globe Awards 2012
- Nominierung als Bester Film – Komödie oder Musical
- Nominierung als Beste Hauptdarstellerin – Komödie oder Musical für Kristen Wiig

Screen Actors Guild Awards 2012
- Nominierung als Bestes Schauspielensemble
- Nominierung als Beste Nebendarstellerin für Melissa McCarthy

British Academy Film Awards 2012
- Nominierung als Bestes Originaldrehbuch für Kristen Wiig und Annie Mumolo
- Nominierung als Beste Nebendarstellerin für Melissa McCarthy